# Памятник коту Пантелеймону
Памятник коту Пантюше — памятник персидскому коту Пантелеймону в Киеве, поставленный в 1998 году в Золотоворотском сквере, напротив ресторана «Пантагрюэль», где жил кот.

## История
В середине 1990-х у Маргариты Сичкарь, киевского ресторатора и директора ресторана «Пантагрюэль», который находится возле Золотых Ворот, появилась идея завести при ресторане кота, который должен был стать особенностью заведения. Таким образом в ресторане появился серый персидский кот Пантюша, снискавший чрезвычайную популярность среди посетителей заведения и жителей города. Животное погибло во время пожара, который произошёл в ресторане. После этого постоянные посетители начали перечислять деньги на ремонт и восстановление ресторана, за эти же деньги было решено установить памятник и коту.
Изначально возле скульптуры кота также стояла маленькая бронзовая птичка, которую постоянно спиливали вандалы, сейчас кот стоит на постаменте один.
Благодаря своеобразности памятника, его часто сравнивают со всемирно известным памятником эдинбургскому псу Бобби, который после смерти своего хозяина жил на его могиле до конца своих дней.

## Легенды
Кот Пантелеймон породил вокруг себя много городских легенд. Одна рассказывает о нём как о коте-спасателе. Будто бы в ночь, когда произошёл пожар, в помещении ресторана были люди, и кот предупредил их о происшествии, но сам не выжил. Вторая легенда говорит, что Пантелеймон был любимцем бизнесмена, и когда кот умер, он установил ему памятник в самом сердце города.
Третья история утверждает, что на самом деле памятник коту Пантелеймону — это памятник знаменитому коту Бегемоту из романа Михаила Булгакова «Мастер и Маргарита».